# Кошбулак
Кошбулак — река в России, протекает по Республике Алтай. Устье реки находится в 27 км по левому берегу реки Коксу. Длина реки составляет 15 км.

## Данные водного реестра
По данным государственного водного реестра России относится к Верхнеобскому бассейновому округу, водохозяйственный участок реки — Катунь, речной подбассейн реки — Бия и Катунь. Речной бассейн реки — (Верхняя) Обь до впадения Иртыша.